# Otto von Königslöw

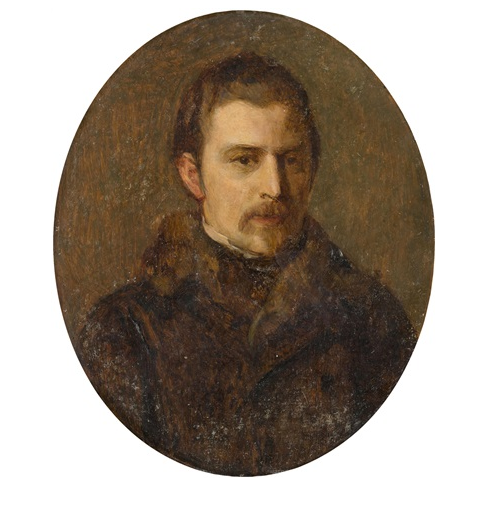
Porträt Otto von Königslöws von Barthélemy Menn

Otto Friedrich von Königslöw (* 14. November 1824 in Hamburg; † 6. Oktober 1898 in Bonn) war ein deutscher Violinist und Konzertmeister.

## Leben und Wirken
Otto von Königslöw wurde zunächst von seinem Vater ausgebildet, danach von C. Hafner in Hamburg, ehe er in Helsingfors bei Fredrik Pacius studierte. Danach wechselte er nach Leipzig, wo Moritz Hauptmann und Ferdinand David seine Lehrer waren und wo er Freundschaft mit Felix Mendelssohn Bartholdy, Robert und Clara Schumann, Niels Gade, Joseph Joachim, Carl Reinecke und Max Bruch schloss. Ab 1846 konzertierte er in Skandinavien, Russland, den Niederlanden, England, Frankreich, der Schweiz, Österreich und Italien. 1858 wurde er erster Konzertmeister und Lehrer für Violin- und Ensemblespiel am Konservatorium für Musik in Köln; veranlasst hatte dies sein Freund Ferdinand Hiller, unter dessen Leitung er häufig als Solist in den Gürzenichkonzerten auftrat. Er konzertierte aber auch als Mitglied eines Quartetts von Lehrern des Konservatoriums. Von Königslöw war 1869 einer der Gründer des Tonkünstlervereins und 1872 bis 1875 stellvertretender Dirigent der Musikalischen Gesellschaft. Nachdem Franz Weber gestorben war, wurde von Königslöw am 1. Januar 1877 stellvertretender Direktor des Kölner Konservatoriums. 1878 wurde er zum Professor ernannt. 1881 gab er aus gesundheitlichen Gründen seine Lehrtätigkeit im Violinspiel auf. Drei Jahre später zog er sich ins Privatleben zurück und übersiedelte nach Bonn. Dort gab er privat noch Unterricht und beteiligte sich am Musikleben, unter anderem 1897 zusammen mit Joseph Joachim beim Gedächtniskonzert für Johannes Brahms.
Otto von Königslöw hatte eine Tochter namens Marie. Ein Teil seines Nachlasses wurde von seiner Enkelin Dr. Dorothee von Königslöw dem Historischen Archiv der Stadt Köln übergeben.